# Pronto (romanzo)
Pronto è un romanzo noir dello scrittore statunitense Elmore Leonard, pubblicato nel 1993.
Dall'opera, nel 1997, è stato tratto l'omonimo film per la televisione per la regia di Jim McBride con Peter Falk, Luis Guzmán, Glenn Plummer, Glenne Headly e James LeGros.
Il romanzo è il primo della serie che vede come protagonista lo sceriffo dell'United States Marshals Service Rayland Givens, seguito dal romanzo A caro prezzo (Riding the Rap, 1995).

## Trama
(Pronto, Elmore Leonard)
Il sessantaseienne Harry Arno, famoso allibratore di Miami, fa la bella vita con la sua ragazza, Joyce Patton. Per anni ha rubato dei soldi delle vincite al suo capo, il mafioso Jimmy "Cap" Capotorto, ed è riuscito a mettere da parte moltissimo denaro. Harry vorrebbe andare in pensione e trasferirsi in Italia a Rapallo, con Joyce, in una grande villa che ha segretamente preso in affitto. Durante la seconda guerra mondiale Harry era di stanza a Rapallo, e lì è stato costretto a uccidere, per legittima difesa, un commilitone accusato di femminicidio e diserzione. Lì aveva conosciuto Ezra Pound quando il poeta era incarcerato, scambiandovi poche parole, e la cittadina di mare è rimasta per anni in cima ai suoi pensieri come buen retiro.
La polizia, da anni, tenta di incastrare Jimmy Cap e, per costringere Harry a testimoniare contro il suo capo, mette in giro la voce dei furti perpetrati da questi a danno della mafia, supponendo che Harry sarà così costretto ad entrare nel programma protezione testimoni. Jimmy, venuto a sapere dei furti, non crede alla sua professata innocenza e assolda un sicario di nome Earl Crowe per ucciderlo. Harry tuttavia scampa all'agguato uccidendo il killer. La polizia non trova prove della legittima difesa e accusa Harry di omicidio, incaricando lo sceriffo dell'United States Marshals Service Raylan Givens di proteggerlo fino al processo. I due si erano già conosciuti anni prima quando Raylan Givens, incaricato di sorvegliarlo, se lo era lasciato scappare, con grave danno alla sua carriera di sceriffo.
Harry si rifugia a Rapallo ma Raylan, ricordando i discorsi scambiati con l'allibratore anni addietro, non ha difficoltà a rintracciarlo nella località italiana dove, nel frattempo, lo ha raggiunto Joyce e un sicario di Jimmy Cap, "il Picciotto"; quest'ultimo ha ottenuto dal suo capo la promessa che, qualora riuscisse a eliminare Harry, potrà rilevarne il giro clandestino di scommesse a Miami. A Rapallo Harry viene inseguito dal Picciotto, da alcuni suoi amici mafiosi e dalla guardia del corpo di Jimmy Cap, il poco esperto Nicky Testa, continuamente vessato e preso in giro dal Picciotto. Insieme ad Harry, Joyce e Rayland, vi è Robert Gee, un ex legionario straniero francese, ingaggiato dall'allibratore come factotum che lo aiuta a difendere la villa contro l'attacco dei mafiosi che, nel frattempo, ne hanno individuato la residenza.
Durante questi eventi Harry ricomincia a bere, il che fa peggiorare la situazione ancora più velocemente; l'uomo non perde occasione per rammaricarsi della scelta di nascondersi a Rapallo e per mettere in dubbio la fedeltà di Robert Gee che, nel frattempo, è stato preso in ostaggio dai mafiosi. Mentre Harry è sicuro, a torto, che Robert Gee lo tradirà ben presto, Joyce ha la massima stima dei compagni e soprattutto del coetaneo Rayland del quale inizia a innamorarsi. Rayland sventa un'incursione dei mafiosi nella villa e riesce a far fuggire Harry e Joyce ma non li segue negli USA: tenta invece di rintracciare Robert Gee per liberarlo. Rayland trova il nascondiglio in cui i mafiosi lo avevano segregato ma non riuscirà ad impedire che il Picciotto lo uccida. Tornato a Miami, Harry è stato prosciolto dall'accusa di omicidio e la polizia ha perso interesse in Jimmy Cap; quest'ultimo vorrebbe perdonare Harry, convintosi che senza l'aiuto dell'anziano allibratore, il racket delle scommesse sarebbe presto diventato ingestibile ma il Picciotto vuole tenere fede ai patti e ordisce una trappola tentando di uccidere Harry. Rayland, tuttavia, è più rapido del mafoso e lo fredda al tavolino di un bar. Nel frattempo Nick Testa, fomentato dalla donna di Jimmy Cap, l'arrivista Gloria Ayers, uccide il suo capo pensando di poterne prendere il posto, ma viene immediatamente arrestato dalla polizia. Harry continuerà indisturbato a gestire il racket di scommesse di Miami mentre Rayland e Joyce, innamorati l'uno dell'altra, iniziano una relazione insieme.

## Personaggi
Raylan GivensQuarantenne, nato in una famiglia di minatori, anche lui minatore sin da giovane, quando il padre muore di silicosi, si trasferisce con la madre a Detroit. Ex Marine, arruolatosi poi nell'United States Marshals Service, divorziato con due figli.
Harry Jack ArnoIl sessantaseienne allibratore di Miami, al soldo di Jimmy Cap.
Jimmy "Cap" CapotortoL'obeso italoamericano, capo del racket delle scommesse di Miami.
Joyce "Joy" PattonQuarantenne, originaria di Nashville, divorziata, laureata in psicologia, ex ballerina in topless nei bar di Miami, è da tre anni la fidanzata di Harry.
KennethUn nero informatore della polizia, assoldato da questi per mettere in giro la voce dei furti di Harry a danno di Jimmy Cap.
Buck TorresDetective di Miami.
Nicky "Macho" TestaIl bodybuilder ventiquattrenne, guardia del corpo di Jimmy Cap.
Gloria AyersLa donna di Jimmy Cap. Ventiduenne disinibita e arrivista, da tempo sta seducendo Nicky Testa sperando che prenda il posto di Jimmy.
Earl CrowKiller assoldato da Jimmy Cap per uccidere Harry. Fallirà il compito, rimanendo ucciso nel tentativo.
Tomasino "Picciotto" BitontiTirapiedi e killer di Jimmy Cap, vorrebbe subentrare ad Harry nel racket delle scommesse a Miami.
Robert GeeFactotum di Harry a Rapallo, ex marine ed ex soldato della Legione straniera.

## Edizioni
- (EN) Elmore Leonard, Pronto, 1ª ed., New York, Delacorte, 1993,  pp. 265, ISBN 0385332904.
- Elmore Leonard, Pronto, traduzione di A. M. Raffo, Super blues thriller, Milano, Mondadori, 1994,  p. 214, ISBN 9788804385226.